# Washington Township (Carroll County, Illinois)
Die Washington Township ist eine von 12 Townships im Carroll County im Nordwesten des US-amerikanischen Bundesstaates Illinois.

## Geografie
Die Washington Township liegt im Nordwesten von Illinois am Mississippi, der die Grenze zu Iowa bildet. Die Grenze zu Wisconsin befindet sich rund 55 km nördlich.
Die Washington Township liegt auf 42°09′50″ nördlicher Breite und 90°10′11″ westlicher Länge und erstreckt sich über 102,92 km², sie sich auf 91,67 km² Land- und 11,25 km² Wasserfläche verteilen.
Die Washington Township grenzt innerhalb des Carroll County im Osten an die Woodland Township, im Südosten an die Mount Carroll Township und im Süden an die Savanna Township. Im Norden grenzt die Washington Township an das Jo Daviess County; am gegenüberliegenden Mississippiufer liegt das Jackson County in Iowa.
Im Zentrum der Township liegt am Flussufer der Mississippi Palisades State Park. Der äußerste Nordwesten der Township wird vom Savanna Army Depot eingenommen, einem ehemaligen Truppenübungsplatz, der aber zum größten Teil im benachbarten Jo Daviess County liegt.

## Verkehr
Durch die Washington Township verläuft parallel zum Mississippi die den Illinois-Abschnitt der Great River Road bildende Illinois State Route 84. Vom Fluss in östliche Richtung verlaufen eine Reihe zum Teil unbefestigter Straßen.
Durch die Washington Township führt eine entlang des Mississippi verlaufende Bahnlinie der BNSF Railway.
Der nächstgelegene Flugplatz ist der rund 15 km südlich gelegene Tri-Township Airport südlich von Savanna.

## Bevölkerung
Bei der Volkszählung im Jahr 2010 hatte die Township 356 Einwohner. Die Einwohnerschaft der Washington Township verteilt sich auf folgende Orte:
City
- Savanna1

Unincorporated Communitys
- Arnold
- Blackhawk
- Marcus

1 – überwiegend in der Savanna Township